# Schizothorax macropogon
Schizothorax macropogon är en fiskart som beskrevs av Regan, 1905. Schizothorax macropogon ingår i släktet Schizothorax och familjen karpfiskar. IUCN kategoriserar arten globalt som nära hotad. Inga underarter finns listade i Catalogue of Life.